# Monument Peter Wilhelm Janssen
Het Monument Peter Wilhelm Janssen is een gedenkteken op het Bellamyplein in Amsterdam-West.
Het beeld gemaakt door Bart van Hove werd 29 mei 1908 onthuld door Jacob Theodoor Cremer, oud-minister van koloniën en tevens voorzitter van het comité, die een nagedachtenis wilde van Peter Wilhelm Janssen, ondernemer, filantroop en medeoprichter van de Deli Maatschappij. Burgemeester Wilhelmus Frederik van Leeuwen (geboren in Nederlands-Indië) was bij de onthulling aanwezig. Het gedenkteken bestaat uit een taps toelopende sokkel van Noors graniet, met daarop het bronzen borstbeeld van Janssen. Het heeft een totale hoogte van vier meter. De inscriptie op de sokkel luidt: "Peter Wilhelm Janssen 1821-1903". 
Het beeld werd enige tijd weggehaald toen in 1954/1955 de grote fontein in het middel van het plantsoen vervangen werd door een pierenbad. Op 13 mei 1955 werd het weer op zijn plaats getakeld.

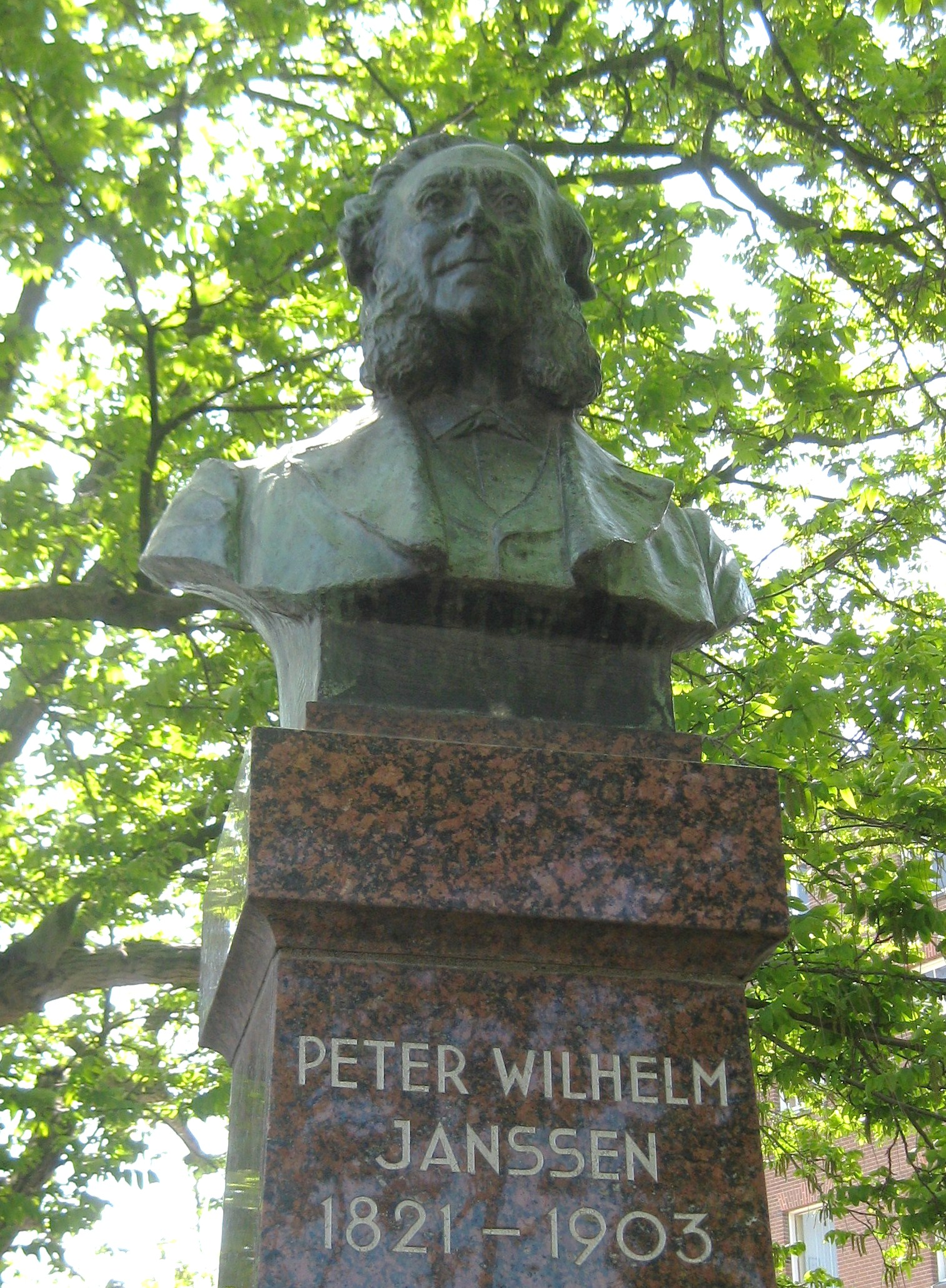
De buste (april 2014)